# 피아노 오중주 (슈만)

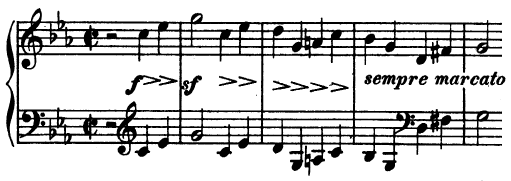

로베르트 슈만의 피아노 오중주 Op. 44는 1842년에 작곡되었고 이듬해 공연에서 처음 공개되었다. "외향적이고 활기찬" 성격으로 유명한 슈만의 피아노 오중주는 그의 가장 훌륭한 작곡 중 하나로 간주되며 19세기 실내악의 주요 작품이다. 피아노와 현악 사중주로 구성된 이 작품은 피아노 오중주의 악기 연주와 음악적 특성에 혁명을 일으키고 전형적인 낭만주의 장르로 자리 잡았다.

## 구성 및 공연
슈만은 소위 "실내악의 해"라고 불리는 1842년 9월과 10월에 단 몇 주 만에 피아노 오중주를 작곡했다. 1842년 이전에 슈만은 초기 피아노 사중주(1829년)를 제외하고는 실내악 을 전혀 완성하지 못했다. 그러나 1년 동안 실내악에 집중하는 동안 그는 3개의 현악 사중주 Op. 41; 피아노 오중주 Op. 44; 피아노 사중주 Op. 47; 그리고 피아노 트리오를 위한 환상곡 Op. 88. John Daverio 는 피아노 오중주를 몇 주 후에 작곡된 피아노 사중주 의 "창조적 이중"으로 간주하며, 둘 다 "작곡가의 창의적 천재성의 외향적이고 활기찬 측면"을 보여준다.
슈만의 피아노 오중주는 피아노 와 현악 사중주 ( 바이올린 2대, 비올라, 첼로 )를 위한 곡이다.

이 작품은 표준 빠름-느림- 스케르초 -빠른 패턴의 4악장으로 구성되어 있다.
1. Allegro brillante
2. In modo d'una marcia. Un poco largamente
3. Scherzo: Molto vivace
4. Allegro ma non troppo

슈만의 피아노 오중주는 널리 찬사를 받았고 많이 모방되었다. 그 성공은 피아노 오중주를 중요하고 본질적으로 로맨틱한 실내악 장르로 확고히 확립했다. 요하네스 브람스의 피아노 오중주 F단조는 클라라 슈만의 촉구로 두 대의 피아노를 위한 초기 소나타에서 재작업(초기 현악 오중주를 재작업)한 것으로, 슈만의 영향을 보여주고 그의 악기 선택을 채택한 많은 중요한 낭만주의 피아노 오중주 중 하나였다.